# Бьяргтаунгар
Бьяргтаунгар (исл. Bjargtangar) — мыс в Исландии, крайняя западная точка острова. Иногда также считается крайней западной точкой Европы (если не считать остров Флориш). Является оконечностью полуострова Лаутрабьярг.
В 1948 году на мысе был возведён маяк.